# Wilhelm Humpel
Wilhelm Humpel (n. septembrie 1831, Graz – d. noiembrie 1899, Viena) a fost un compozitor și profesor de muzică de origine austriacă naturalizat român, codirector al Pensionatului Humpel din Iași și, din 1893, director al Conservatorului din Iași. 

## Biografie
Wilhelm Humpel s-a născut în 1831 la Graz într-o familie cu origini germane. A studiat flautul la Conservatorul din Graz, după care a întreprins un turneu în Orient care l-a adus la Brașov unde s-a stabilit și a activat ca dirijor de cor. Aici a întâlnit-o pe Emilia Maiorescu-Humpel, sora lui Titu Maiorescu, cu care s-a căsătorit în 1870.
În 1870 soții Humpel au deschis la Brașov Institutul de educațiune și instrucțiune pentru fete, instituție a cărei activitate a fost de scurtă durată deoarece soții Humpel, la sugestia lui Titu Maiorescu, se mută la Iași unde, începând cu anul 1872, iau conducerea pensionatului de fete deschis în 1871 la inițiativa „Asociației Institutului Academic”. Pensionatul, care va funcționa până în 1901, va fi cunoscut sub numele de Institutul liceal de domnișoare Humpel sau Pensionatul Humpel.
Wilhelm Humpel a fost profesor de muzică la Pensionatul pe care îl conducea și, ulterior, la Conservatorul din Iași, în 1893 fiind numit director al acestuia.

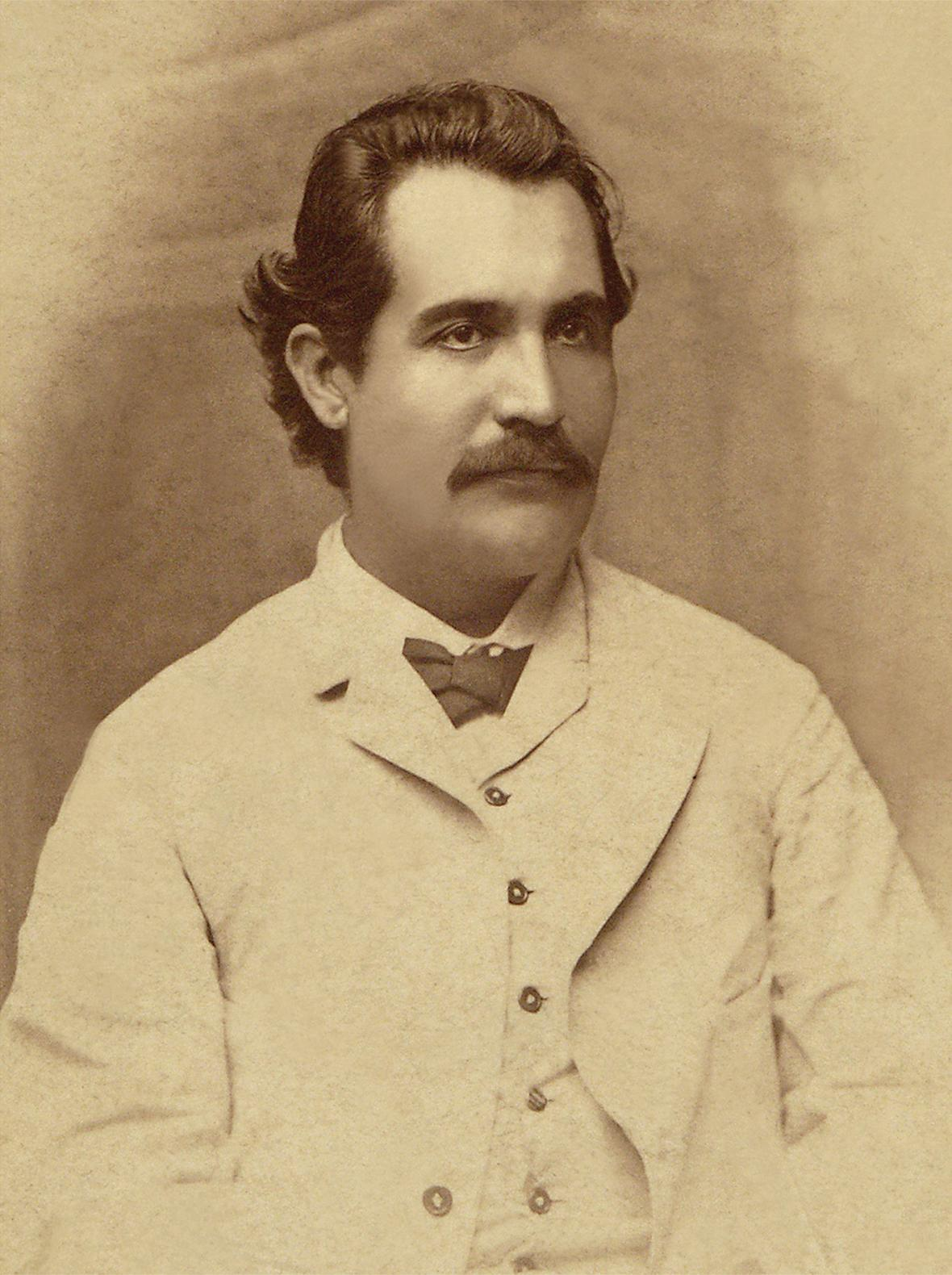
Mihai Eminescu, fotografia din 1885 realizată „cu sprijinul” lui A. C. Cuza, Wilhelm Humpel și Petru V. Grigoriu.

A fost un pasionat al jocului de șah și, în noiembrie 1884, pe perioada cât Mihai Eminescu a fost internat la Spitalul „Sf. Spiridon” din Iași pentru tratarea unei fracturi la picior, i-a fost un partener constant de joc.
Wilhelm Humpel și soția sa, Emilia, au făcut parte din grupul apropiaților lui Eminescu, cei doi contribuind cu diferite sume de bani pentru plata tratamentelor medicale și spitalizărilor poetului. Emilia Humpel este cea care a insistat pe lângă Maiorescu pentru a-l trimite pe Eminescu la tratament în străinătate. După cum relata mai târziu A. C. Cuza, acesta împreună cu Wilhelm Humpel și Petru V. Grigoriu sunt, în mod indirect, la originea uneia dintre puținele fotografii ale lui Eminescu, cea din 1885. 
„… În sfârșit, într-o zi, profitând de bunele lui dispoziții, l-am luat de pe terasa otelului Traian, împreună cu Wilhelm Humpel și cu Petru V. Grigoriu. Și așa, îmbrăcat în costumul său alb de vară, cum era, ne-am dus la atelierul de fotografie Nestor Heck, unde a consimțit a se fotografia, însă numai în grup, alăturea de noi. Ne-am și așezat împreună. După indicațiile noastre însă, fotograful l-a scos numai pe dânsul, ceea ce nu puțin l-a supărat mai apoi, văzându-se amăgit ca un copil. ”— Constantin Parascan, 2002.

## Compoziții
- Imnul Regelui Carol[6]
- Cucuruz cu frunza-n sus, lied în stil popular[7]

## Legături externe
- Teohari Antonescu , Jurnal (1893-1908). Text integral pe situl Dracones.ro. Pagină accesată la 25 decembrie 2012.